# 貝雷霍韋 (沃倫州)
51°3′59″N 25°14′30″E / 51.06639°N 25.24167°E
貝雷霍韋（羅馬化：Berehove）是烏克蘭的村落，位於該國西部沃倫州，由盧茨克區羅日謝市鎮負責管轄，始建於1645年，面積1.31平方公里，海拔高度174米，2001年人口272，人口密度每平方公里207人。